# William Hope (banquier)
Pour les articles homonymes, voir Hope.
Ne doit pas être confondu avec William Hope Hodgson.
William Williams-Hope (dit William Hope ou le baron Hope), né en 1802 et mort le 21 janvier 1855 à Paris, est un banquier et collectionneur de tableaux britannique d'origine néerlandaise, naturalisé français en 1848.

## Biographie

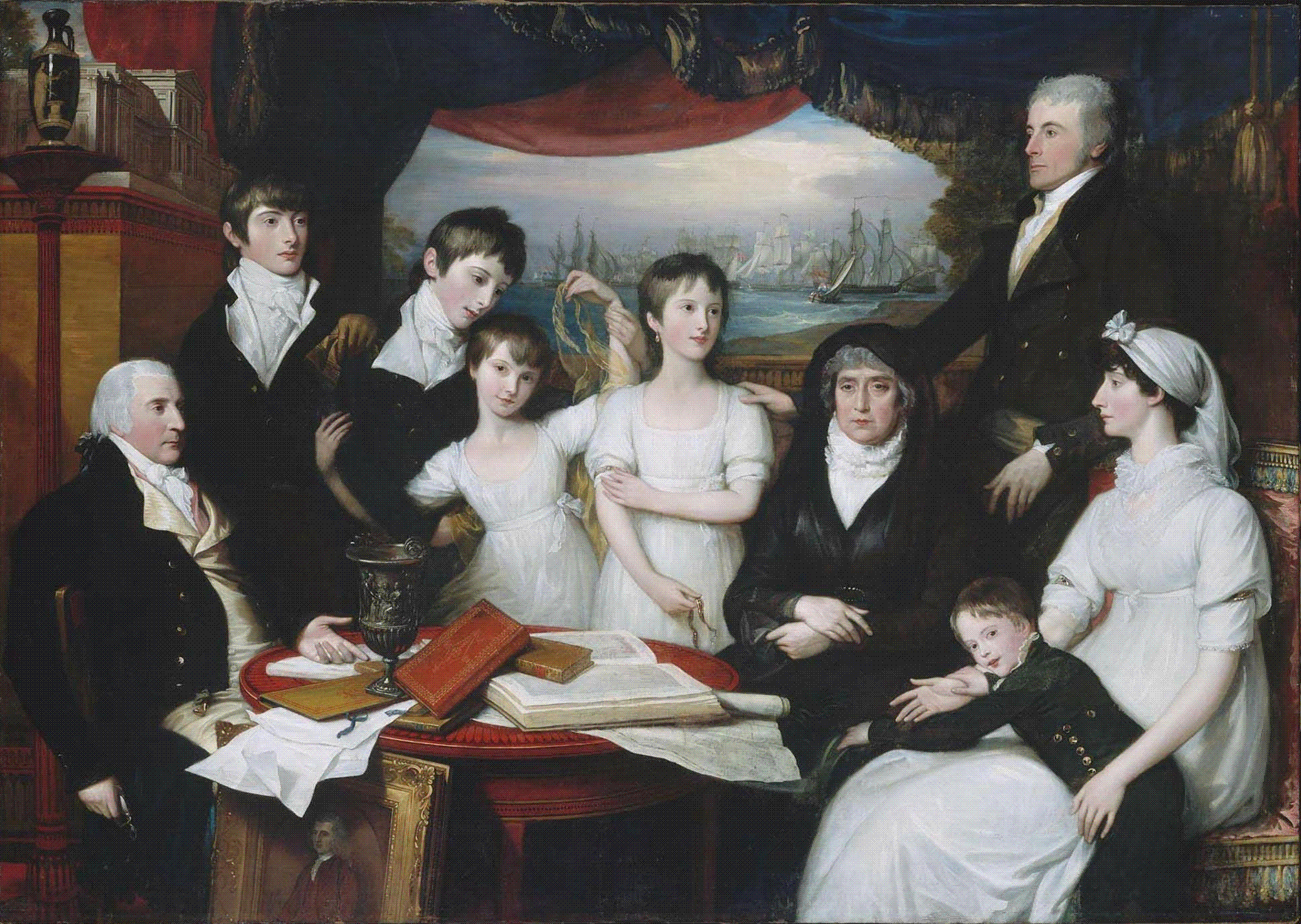
La Famille Hope [réfugiée] à Sydenham, Kent par Benjamin West (1804) : le petit William est à droite, appuyé sur les genoux de sa mère, Ann Goddard (musée des beaux-arts de Boston).

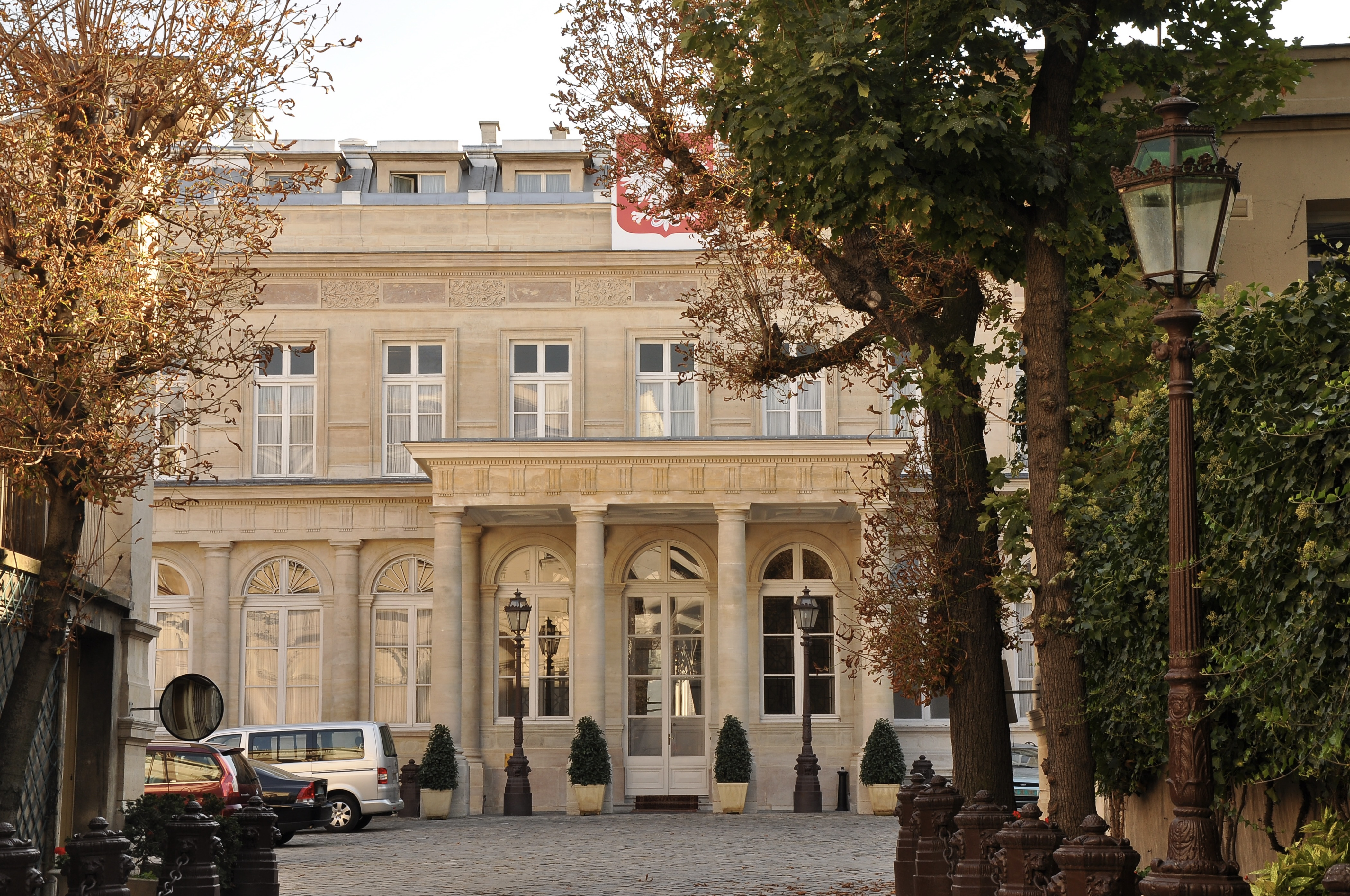
L'hôtel Hope aujourd'hui, appelé hôtel de Monaco, siège de l'ambassade de Pologne (photo : Moonik).

William Hope est le fils aîné de John Williams-Hope (1757-1813), banquier et marchand, et d'Ann Goddard, nièce d'Henry Hope, actionnaire de la maison de banque Hope & Co. basée à Amsterdam, l'un des plus importants établissements financiers de son temps. Son père, né Williams, avait associé le nom de Hope à son nom après avoir été adopté par Henry Hope. En 1794, John Williams-Hope prenait en main la direction du siège basé à Amsterdam de la banque Hope. 
En 1823, à sa majorité, William Williams-Hope hérite d'une part importante de la fortune de son père, comprenant un domaine en Cornouailles et une dizaine de millions de livres sterling. Dix ans plus tard, il décide de se fixer sur Paris. William Hope est parent de l'architecte Thomas Hope (1769-1831), descendant direct du fondateur de Hope & Co.
Il a d'abord un faible pour les actrices des théâtres parisiens : il entame une liaison avec Marguerite Dorival. Il fréquente le salon de Madame Boscary de Villeplaine, où une rivalité amoureuse l'oppose au poète Gérard de Nerval pour la conquête de l'actrice Jenny Colon. Il fait son entrée dans le grand-monde dans les années 1830, rejoignant le tout nouveau Jockey Club. Il achète des écuries et commence dès 1827 à organiser des soirées dans un quartier à la mode, au 26-28 (ancien) rue Neuve-des-Mathurins, demeure qu'il fait décorer par Merry-Joseph Blondel et Abel de Pujol et où il accumule une collection de tableaux qu'il paye fort cher. Il revend ces immeubles en 1844 à Léonard François Dufaud. 
Le 10 février 1838, il achète 700 000 francs l'hôtel de Monaco à la veuve du maréchal Davout. Celui-ci est situé au 101 (aujourd'hui 57) rue Saint-Dominique. Hope décide de le faire transformer et réaménager par Achille-Jacques Fédel. Couvrant une surface de 12 000 mètres carrés, il comprenait un grand jardin, trois salles à manger et des écuries pour 36 chevaux. Son coût total fut de 7,5 millions de francs et les travaux durèrent quatre ans. Outre les nombreuses fêtes qu'il y organise, Hope y accumule une quantité impressionnantes de toiles de maîtres. Durant les événements de 1848, alors qu'il venait de se faire naturaliser par le roi Louis-Philippe, Hope fait emballer et transporter tous ses meubles et tableaux en ses domaines en Angleterre. 
Dans le Northamptonshire, il avait acquis en 1828 une vaste propriété appelé Rushton Hall où il vit quelque temps et qu'il revend en 1854 à Clara Clarke-Thornhill. Puis il revient à Paris où il meurt le 21 janvier 1855, dans son lit.
Son hôtel de la rue Saint-Dominique est alors vendu au baron Achille Seillière pour la somme de 1,2 million de francs . Un château qu'il possédait près de Saint-Germain-en-Laye est bradé 180 000 francs alors qu'il lui avait coûté dix fois plus, ainsi que ses meubles et la plupart de ses tableaux qui sont vendus lors d'enchères à Londres.
Sa sœur, Henrietta Dorothea Maria Hope, qui avait épousé en premières noces Renaud Diederick James de Ginkell, 7e comte d'Athlone (1773–1823), est morte le 3 septembre 1830.

## Citations
« Si j’étais M. Hope […], ou tout autre millionnaire, trillionnaire ou billionnaire, au lieu d’acheter à des prix insensés des tableaux usés repeints et vernis à outrance de maîtres, dont plusieurs n’ont pas grand mérite même quand ils sont purs et certains, j’aimerais beaucoup mieux me faire peindre de grandes galeries par Delacroix, Ingres, Decamps, Louis Boulanger, Camille Roqueplan, Cabat, et tous ces jeunes gens d’un talent si remarquable dont on tire si peu parti. — avec la même somme l’on aurait quatre fois autant de tableaux, incontestables, frais, jeunes et vifs, d’une valeur pour le moins égale, et l’on aurait encouragé et développé beaucoup de génies timides qu’un rayon favorable de la fortune ferait rapidement mûrir ; mais c’est plus au nom du peintre qu’à la valeur même du tableau que tiennent les amateurs, pour qui en général l’art n’est guère qu’un luxe comme les chevaux de race et l’argenterie anglaise. »
— Théophile Gautier, « Vente de la galerie de l’Élysée-Bourbon », Charte de 1830, 8 mai 1837.